# Beschränkter Borel-Funktionalkalkül
Der beschränkte Borel-Funktionalkalkül ist ein Hilfsmittel zur Untersuchung von Von-Neumann-Algebren.
Dieser Funktionalkalkül ist eine Erweiterung des aus der Theorie der C*-Algebren bekannten stetigen Funktionalkalküls auf beschränkte Borel-Funktionen. Diese Erweiterung des Funktionalkalküls ist in allgemeinen C*-Algebren nicht möglich, man muss sich dafür auf die kleinere Klasse der Von-Neumann-Algebren einschränken.

## Konstruktion
Betrachtet man eine beschränkte, monoton wachsende Folge {\displaystyle (f_{n})_{n}} stetiger reellwertiger Funktionen, die auf dem Spektrum eines normalen Elementes {\displaystyle a} einer Von-Neumann-Algebra {\displaystyle A\subset L(H)} ({\displaystyle H} Hilbertraum) definiert sind, so ist der punktweise Limes {\displaystyle f} im Allgemeinen nicht wieder stetig. 
In {\displaystyle A} ist die Folge {\displaystyle (f_{n}(a))_{n}}, wobei {\displaystyle f_{n}(a)} mit dem stetigen Funktionalkalkül gebildet ist, eine beschränkte und monoton wachsende (zur Anordnung siehe Positiver Operator) Folge von selbstadjungierten Operatoren, von der man zeigen kann, dass sie in der starken Operatortopologie konvergiert. Da Von-Neumann-Algebren genau die in der starken Operatortopologie abgeschlossenen Unter-C*-Algebren von {\displaystyle L(H)} mit Einselement sind, liegt dieser Grenzwert wieder in {\displaystyle A}.
Ist {\displaystyle (g_{n})_{n}} eine weitere Folge stetiger reellwertiger Funktionen auf {\displaystyle \sigma (a)}, die punktweise monoton gegen {\displaystyle f} konvergiert, so kann man zeigen, dass die Grenzwerte von {\displaystyle (f_{n}(a))_{n}} und {\displaystyle (g_{n}(a))_{n}} übereinstimmen. Daher liegt es nahe, diesen Grenzwert mit {\displaystyle f(a)} zu bezeichnen. 
Ist die Grenzfunktion {\displaystyle f} sogar stetig, so liegt nach dem Satz von Dini gleichmäßige Konvergenz vor, und man erkennt, dass die gerade getroffene Festlegung mit dem stetigen Funktionalkalkül verträglich ist. Eine Fortführung dieser Ideen führt zum sogenannten beschränkten Borel-Funktionalkalkül (oder kurz Borelkalkül).

## Der beschränkte Borelkalkül
Ist {\displaystyle a} ein normales Element einer Von-Neumann-Algebra {\displaystyle A\subset L(H)} und bezeichnet {\displaystyle {\mathcal {B}}(\sigma (a))} die Algebra der auf {\displaystyle \sigma (a)} definierten Borelfunktionen, so gilt:
- Es gibt genau einen *-Homomorphismus {\displaystyle \Phi _{a}:{\mathcal {B}}(\sigma (a))\rightarrow A} mit {\displaystyle \Phi _{a}(1)\,=\,\mathrm {id} _{H}}, {\displaystyle \Phi _{a}(\mathrm {id} _{\sigma (a)})\,=\,a} und folgender Stetigkeitseigenschaft: Konvergiert die Folge {\displaystyle (f_{n})_{n}} reellwertiger Funktionen punktweise monoton gegen {\displaystyle f} in {\displaystyle {\mathcal {B}}(\sigma (a))}, so ist {\displaystyle \Phi _{a}(f)} das Supremum von {\displaystyle \{\Phi _{a}(f_{n});n\in {\mathbb {N} }\}} in der Von-Neumann-Algebra {\displaystyle A}.

Man verwendet die suggestive Schreibweise {\displaystyle f(a)\,:=\,\Phi _{a}(f)}. Folgendes kann gezeigt werden:
- Es gelten die Formeln {\displaystyle (f+g)(a)\,=\,f(a)+g(a)}, {\displaystyle (f\cdot g)(a)=f(a)\cdot g(a)} für alle {\displaystyle f,g\in {\mathcal {B}}(\sigma (a))}.
- Für jedes {\displaystyle f\in {\mathcal {B}}(\sigma (a))} gilt {\displaystyle f(a)^{*}={\overline {f}}(a)}.
- Ist {\displaystyle f\in {\mathcal {B}}(\sigma (a))} und {\displaystyle g\in {\mathcal {B}}(\sigma (f(a)))}, so gilt {\displaystyle (g\circ f)(a)=g(f(a))}.
- {\displaystyle \|f(a)\|\leq \sup\{|f(z)|;z\in \sigma (a)\}} für alle {\displaystyle f\in {\mathcal {B}}(\sigma (a))}.
- Die Einschränkung auf die Algebra stetiger Funktionen ist der stetige Funktionalkalkül.

Ein spektraler Abbildungssatz kann nicht gelten, da das Bild des Spektrums unter einer Borelfunktion im Allgemeinen nicht wieder kompakt ist.
Dieser Funktionalkalkül beschränkter Borelfunktionen ist eng mit dem Spektralsatz verbunden. Ist etwa {\displaystyle a} selbstadjungiert, so ist {\displaystyle (\chi _{(-\infty ,\lambda ]}|_{\sigma (a)})_{\lambda \in {\mathbb {R} }}} die zugehörige Spektralschar, wobei {\displaystyle \chi _{(-\infty ,\lambda ]}} die charakteristische Funktion bezeichnet.

## Anwendungen
Als Anwendung sei nur erwähnt, dass dieser Funktionalkalkül zur Konstruktion sehr vieler Projektionen in Von-Neumann-Algebren führt. 
Ist {\displaystyle B\subset \sigma (a)} eine Borelmenge und bezeichnet {\displaystyle \chi _{B}} die zugehörige charakteristische Funktion, so gilt {\displaystyle \chi _{B}^{2}=\chi _{B}={\overline {\chi _{B}}}}. Daher ist {\displaystyle \chi _{B}(a)^{2}\,=\,\chi _{B}(a)\,=\,\chi _{B}(a)^{*}}, das heißt {\displaystyle \chi _{B}(a)} ist eine Orthogonalprojektion in {\displaystyle A}. 
Da stetige Funktionen gleichmäßig durch einfache Funktionen approximiert werden können, sieht man mit Hilfe des Funktionalkalküls, dass jedes Element einer Von-Neumann-Algebra ein Normlimes von Linearkombinationen von Orthogonalprojektionen aus {\displaystyle A} ist. In diesem Sinne gibt es in Von-Neumann-Algebren also sehr viele Projektionen. Dadurch unterscheidet sich die Von-Neumann-Theorie erheblich von der Theorie der C*-Algebren. Die C*-Algebra {\displaystyle C([0,1])} der stetigen Funktionen auf dem Intervall [0,1] hat als einzige Projektionen die 0- und die 1-Funktion, und damit so wenig Projektionen wie möglich.
Diese Reichhaltigkeit an Projektionen ist einer der wesentlichen Ausgangspunkte der Theorie der Von-Neumann-Algebren, so werden die Faktoren beispielsweise nach der Struktur ihrer Projektionsverbände klassifiziert.